# Persimfans
Persimfans (en russe : Персимфанс, l'abréviation du « Первый симфонический ансамбль без дирижёра » - Premier ensemble symphonique sans chef) est un orchestre qui a existé en URSS de 1922 jusqu'à 1932. 

## Historique
Persimfans est créé à l’initiative du violoniste Lev Tseitline sous l'influence des idées bolchéviques du « travail collectif ». L'orchestre donne son premier concert le 13 février 1922. On trouve parmi ses membres les plus grands musiciens de ce temps : les solistes de l’orchestre du Théâtre Bolchoï, les professeurs et les étudiants du Conservatoire de Moscou. Sergueï Prokofiev qui a joué en 1927 son Concerto pour piano n° 3 en ut majeur avec cet orchestre, souligne sa grande maîtrise. La même année Persimfans obtient le titre d'« Ensemble d’honneur de l’URSS ». À la fin des années 1930, les dissensions entre les musiciens conduisent à la disparition de l'orchestre qui est dissous en 1932.

## Fonctionnement
Les répétitions d’orchestre se conduisent comme celles des ensembles de chambre – les questions d’interprétation sont décidées collectivement. Persimfans joue un rôle important dans la vie culturelle moscovite des années 1920 et a beaucoup d’influence sur les ensembles symphoniques créés plus tard : Orchestre symphonique de la radio de Moscou (1930) et Orchestre symphonique d'État de l'URSS (1936). Les concerts hebdomadaires de Persimfans dans la Grande salle du Conservatoire de Moscou ont beaucoup du succès. L’orchestre joue en outre souvent dans les usines, fabriques, etc.

## Influences
Persimfans possède une virtuosité et une expression sonore telles, qu'à son exemple des orchestres sans chef sont fondés à Leningrad, Kiev, Voronej et même à Leipzig et New York. 